# 新波克罗夫卡 (伊塞克阿塔区)
新波克罗夫卡是吉尔吉斯斯坦楚河州伊塞克阿塔区下辖的一个村。根据2009年吉尔吉斯共和国人口普查，该村人口为19,135人（分为两个农村社区）。